# Liste de murs peints lyonnais
La liste de murs peints lyonnais recense de façon non exhaustive les peintures murales extérieures du département du Rhône et de la métropole de Lyon. Dans le langage courant ces "murs peints" sont aussi appelés trompe-l'œil ou fresque.

## Acteurs
Les noms connus localement sont :
- « CitéCréation (ex Cité de la Création[1]) », cette SCOP installée en banlieue Sud de Lyon à Oullins est le principal acteur local, détenant à son actif au moins cent fresques dans la région et plus de 600 fresques en France et dans le monde entier. Cette société est aussi à l'initiative de la création de l'école d'enseignement supérieur en art mural « ÉCohlCité[2] », en septembre 2012 à Oullins, en partenariat avec l'École Émile-Cohl spécialisée dans le dessin.
- « 7e sens[3] », GIE lyonnais crée en 1998 et dissout en 2015, réalisateur de quelques dizaines de murs peints locaux, sur un total de plus de 200 en France.
- « Mur'Art[1] », réalisateur de quelques dizaines de murs peints (société disparue en 1995).
- Guillaume Bottazzi[4], artiste abstrait, qui a réalisé une peinture de 155 m2 dans le 9e arrondissement de Lyon.
- Gérard Gasquet[1], peintre auteur de la « Fresque des fourchettes[5] » à Villeurbanne.

## Liste descriptive
- Le « Mur des Canuts[6] » à Lyon 4e Croix-Rousse (par CitéCréation, en 1987), couvrant une surface de 1 200 m2, c'est le plus grand des trompe-l'œil de Lyon. C'est aussi l'un des plus anciens, il a été remanié trois fois en fonction de l'époque, sa configuration actuelle date de 2013.
- La « Fresque des Lyonnais[6] » à Lyon 1er Terreaux (par CitéCréation, en 1995), 800 m2, dite aussi « Fresque des célébrités ».
- La fresque de la « Bibliothèque de la cité des écrivains, en Rhône-Alpes[6] » à Lyon 1er (par CitéCréation, en 1998), 400 m2.
- La « Fresque Lumière[7] » à Lyon 7e (par CitéCréation en 2004), 310 m2, sur la base d'une illustration de François Schuiten[1]), elle est quadrillée d'un réseau de fibres optiques pour l'illuminer.
- La « Rue des Grands Chefs[6] » au restaurant Paul Bocuse de Collonges-au-Mont-d'Or (par CitéCréation, en 1993), 80 m2.
- Le « Mur du Cinéma[6] » à Lyon 7e (par CitéCréation, en 1996), 500 m2.
- Les murs du « musée urbain Tony-Garnier[6] » à Lyon 8e quartier des États-Unis (par CitéCréation, en 1988), 24 fresques de 23 m de haut par 10 m de large, 5 500 m2 au total.
- La fresque de « L'histoire des transports lyonnais[6] » à Lyon 3e (par CitéCréation, en 1989), 720 m2.
- La fresque « Humanisons la vie[8] » à Lyon 3e (par CitéCréation, en 2014), 380 m2, repeinte sur la fresque « Lyon, la santé, la vie[6] » de 1993.
- La fresque « La porte de la soie[6] » à Lyon 1er La Croix-Rousse (par CitéCréation, en 1995),
- La fresque « Gerland Biotechnologies[1] » à Lyon 7e Gerland (par CitéCréation, en 1984), 17 panneaux de 10,5 m2.
- La « Fresque Végétale Lumière » à Lyon 1er (par CitéCréation, en 2010), 650 m2.
- La « Fresque de Gerland[6] » à Lyon 7e (par CitéCréation, en 1998), 190 m2, anciennement dite « Fresque du mondial ».
- La « Fresque de Montluc[6] » à Lyon 3e (par CitéCréation, en 1999), 150 m2.
- La fresque « Les basiliques de saint Just[6] » à Lyon 5e (par CitéCréation, en 1993), 70 m2.
- La fresque « Théâtre de Charpennes » à Villeurbanne (par CitéCréation, en 1998), 400 m2, appelée aussi « La Divine comédie ».
- La fresque « Agir pour la biodiversité – LPO[9] » à Lyon 7e (par CitéCréation, en 2013).
- Le « Mur de Lyon » à Lyon 7e (par 7e sens), sur le site d'escalade en salle de Lyon.
- Le mur de « La Résidence de la Sarra[1] » à Lyon 5e (par CitéCréation, en 2003).
- La Fresque « Lyon Terminal[6] » à Lyon-7e (par CitéCréation, en 1993).
- La « Fresque du demi-millénaire[10] » à Lyon 8e (par Georges Faure, Ana Rosal, Viuva Lamego en 1998), sur l'initiative de l'association du demi-millénaire de l’hôpital St Jean de dieu.
- La fresque « La Cité KAPS[11] » à Oullins (par ÉCohlCité, en 2014), sur la résidence étudiante "Koloc’A Projet Solidaire".
- La fresque « La Poutrelle » de Joost Swarte à Lyon-9e au 108bis de la rue Marietton (par Mur'Art, en 1984).
- La peinture "Sans titre" de Guillaume Bottazzi à Lyon-9e rue de Saint-Cyr, qui est la seule peinture abstraite parmi les murs peints lyonnais (2006), 96 m²
- La Lada-Poch de Lucien et ses amis, héros de Frank Margerin (1986) au 58 rue Marietton dans le quartier Vaise[12].
- Le paquebot d’Alger de Loustal (1992) au 82 rue Marietton[12].
- Le décor urbain futuriste de Ever Meulen (1994) au 107 rue Marietton[12].

## Liste géolocalisée
| Nom Fresque                                             | Date réalisation | Auteur             | Surf       | Remarques | Localisation                  | Coordonnées GPS                  |
| ------------------------------------------------------- | ---------------- | ------------------ | ---------- | --- | ----------------------------- | -------------------------------- |
| Fresque des fourchettes                                 | 1980             | Gérard Gasquet     | 300 m2     | Associée à la construction de la station métro Charpennes                                                                                   | Villeurbanne Charpennes       | 45° 46′ 14″ nord, 4° 51′ 52″ est |
| Le mur des canuts                                       | 1987             | CitéCréation       | 1 200 m2   | C'est l'un des plus anciens, il a fait la célébrité de CitéCréation. Rénové en 1997, 2002, 2013.                                            | Lyon 4e Croix-Rousse          | 45° 46′ 41″ nord, 4° 49′ 41″ est |
| Le mur de « La cour des loges »                         | 1988             | Mur'Art            | 400 m2     | Un trompe-l'œil de décor théâtral se déplie le long du mur                                                                                  | Lyon 5e St Paul               | 45° 45′ 54″ nord, 4° 49′ 44″ est |
| Le Musée urbain Tony-Garnier,                           | 1988             | CitéCréation       | 5 500 m2   | 24 fresques de 23 m de haut par 10 de large, 5 500 m2 au total                                                                              | Lyon 8e États-Unis            | 45° 44′ 01″ nord, 4° 51′ 47″ est |
| Marathon de l'impossible                                | 1990             | 7e sens            | 1 650 m2   | Défilé de sportifs de tous domaines qui courent sur un mur de 550 mètres le long du périphérique (en friche depuis 2013)                    | Bron Mas du Gris              | 45° 44′ 37″ nord, 4° 54′ 23″ est |
| Lyon terminal                                           | 1993             | CitéCréation       | 3 000 m2   | Un "mur de conteneurs" peints de pictogrammes                                                                                               | Lyon 7e Gerland               | 45° 42′ 57″ nord, 4° 49′ 29″ est |
| La Fresque des Lyonnais                                 | 1995             | CitéCréation       | 800 m2     | dite aussi Fresque des célébrités | Lyon 1er Terreaux             | 45° 46′ 05″ nord, 4° 49′ 40″ est |
| La Bibliothèque de la cité des écrivains en Rhône-Alpes | 1998             | CitéCréation       | 400 m2     | Quelques dos de livres d'auteurs lyonnais                                                                                                   | Lyon 1er Terreaux             | 45° 45′ 57″ nord, 4° 49′ 52″ est |
| La Résidence de la Sarra                                | 2003             | CitéCréation       | 3 000 m2   | À sa création c'était le plus grand trompe-l’œil d’Europe                                                                                   | Lyon 5e Fourvière             | 45° 45′ 42″ nord, 4° 48′ 56″ est |
| La chimie dans tous ses états                           | 2006             | CitéCréation       | 2 500 m2   | Mur d'enceinte de l'usine Arkema, longueur : 1 km                                                                                           | Pierre-Bénite Arkema          | 45° 42′ 18″ nord, 4° 49′ 48″ est |
| Sans titre                                              | 2006             | Guillaume Bottazzi | 96 m²      | Cette peinture est la première peinture abstraite parmi les murs peints lyonnais                                                            | Lyon-9e Saint-Cyr             | 45° 47′ 17″ nord, 4° 48′ 32″ est |
| Espace Diego Rivera                                     | 2007             | CitéCréation       | 2 × 150 m2 | Hommage à Diego Rivera, mur nord style préhispanique, mur sud contemporain mexicain                                                         | Lyon 7e Debourg               | 45° 43′ 55″ nord, 4° 50′ 01″ est |
| Fresque des noirettes « Mur de la cascade »             | 2010             | CitéCréation       | 600 m2     | Cascade chutant entre deux immeubles surréalistes. Soutenu par le "Grand Projet de Ville" de Vaulx-en-Velin pour redynamiser cette zone HLM | Vaulx-en-Velin Mas du taureau | 45° 47′ 14″ nord, 4° 54′ 45″ est |
| Fresque des noirettes « Mur du soleil »                 | 2011             | CitéCréation       | 600 m2     | Une éruption solaire vue de l'espace. Soutenu par le "Grand Projet de Ville" de Vaulx-en-Velin pour redynamiser cette zone HLM              | Vaulx-en-Velin Mas du taureau | 45° 47′ 10″ nord, 4° 54′ 44″ est |
| Fresque des Roses - Lyon États-Unis                     | 2011             | CitéCréation       | 300 m2     | En vue du congrès mondial des roses - Lyon 2015                                                                                             | Lyon 8e États-Unis            | 45° 43′ 47″ nord, 4° 52′ 31″ est |
| Fresque des Roses - Saint-Priest                        | 2013             | CitéCréation       | 300 m2     | En vue du congrès mondial des roses - Lyon 2015                                                                                             | Saint-Priest                  | 45° 41′ 41″ nord, 4° 56′ 27″ est |
| Fresque des Roses - Vénissieux                          | 2014             | CitéCréation       | 200 m2     | En vue du congrès mondial des roses - Lyon 2015                                                                                             | Vénissieux                    | 45° 42′ 02″ nord, 4° 53′ 14″ est |
| Fresque des Roses - Lyon mairie 8e                      | 2015             | CitéCréation       | 25 m2      | En vue du congrès mondial des roses - Lyon 2015                                                                                             | Lyon 8e Mairie                | 45° 44′ 05″ nord, 4° 52′ 22″ est |
| Fresque des roses - Champagne-au-mont-d'or              | 2015             | CitéCréation       | 80 m2      | En vue du congrès mondial des roses - Lyon 2015                                                                                             | Champagne-au-Mont-d'Or        | 45° 47′ 41″ nord, 4° 47′ 36″ est |
| Fresque Paul Bocuse                                     | 2015             | CitéCréation       | 100 m2     | Le chef Paul Bocuse contemple les visiteurs des halles du même nom                                                                          | Lyon 3e                       | 45° 45′ 50″ nord, 4° 51′ 02″ est |
| Fresque du confluent                                    | 2015             | CitéCréation       | 350 m2     | La Confluence du Rhône, animée par des joutes devant le pont SNCF                                                                           | La Mulatière                  | 45° 43′ 32″ nord, 4° 48′ 59″ est |
| Les balcons de l'aviation                               | 2019             | CitéCréation       | 180 m2     | Le quartier du Terraillon survolé par un avion d'aéroclub                                                                                   | Bron                          | 45° 44′ 13″ nord, 4° 54′ 58″ est |